# ميخائيل إل. غيليت
ميخائيل إل. غيليت (بالإنجليزية: Michael L Gillette)‏ هو مؤرخ أمريكي، ولد في 23 ديسمبر 1945 في سان أنطونيو في الولايات المتحدة.